# Ликома (дистрикт)
Ликома је један од дистрикта у Северном региону Малавија. Дистрикт се налази у Малавијском језеру, заузима површину од 18 километара квадратних и има популацију од око 13.000 становника. 
Иако припада Малавију, Ликома се налази у мазамбичким водама језера Малави (у Танзанији познато као језеро Њаса). Састоји се од два главна острва Ликома и Чизумулу. Главни град је Ликома.